# 拉烏尼翁 (薩爾瓦多)
拉乌尼翁（西班牙語：La Unión），是萨尔瓦多的一座城市，位于该国东部拉乌尼翁省。
拉乌尼翁是拉乌尼翁省的首府，约有34000名常住民。在殖民地时期，该地区名为圣卡洛斯港，后来随着萨尔瓦多解放，加入中美洲联邦共和国，圣卡洛斯港于1824年7月13日更名为拉乌尼翁。
1865年6月22日，拉乌尼翁地区建省，首府设在拉乌尼翁。
2005年1月16日，萨尔瓦多政府开始在拉乌尼翁修建新港口，以替代原来老旧的港口。新的港口将是原港口承载量的两倍，甚至超过萨尔瓦多另一大港口阿卡胡特拉。该港口最终于2012年11月竣工。

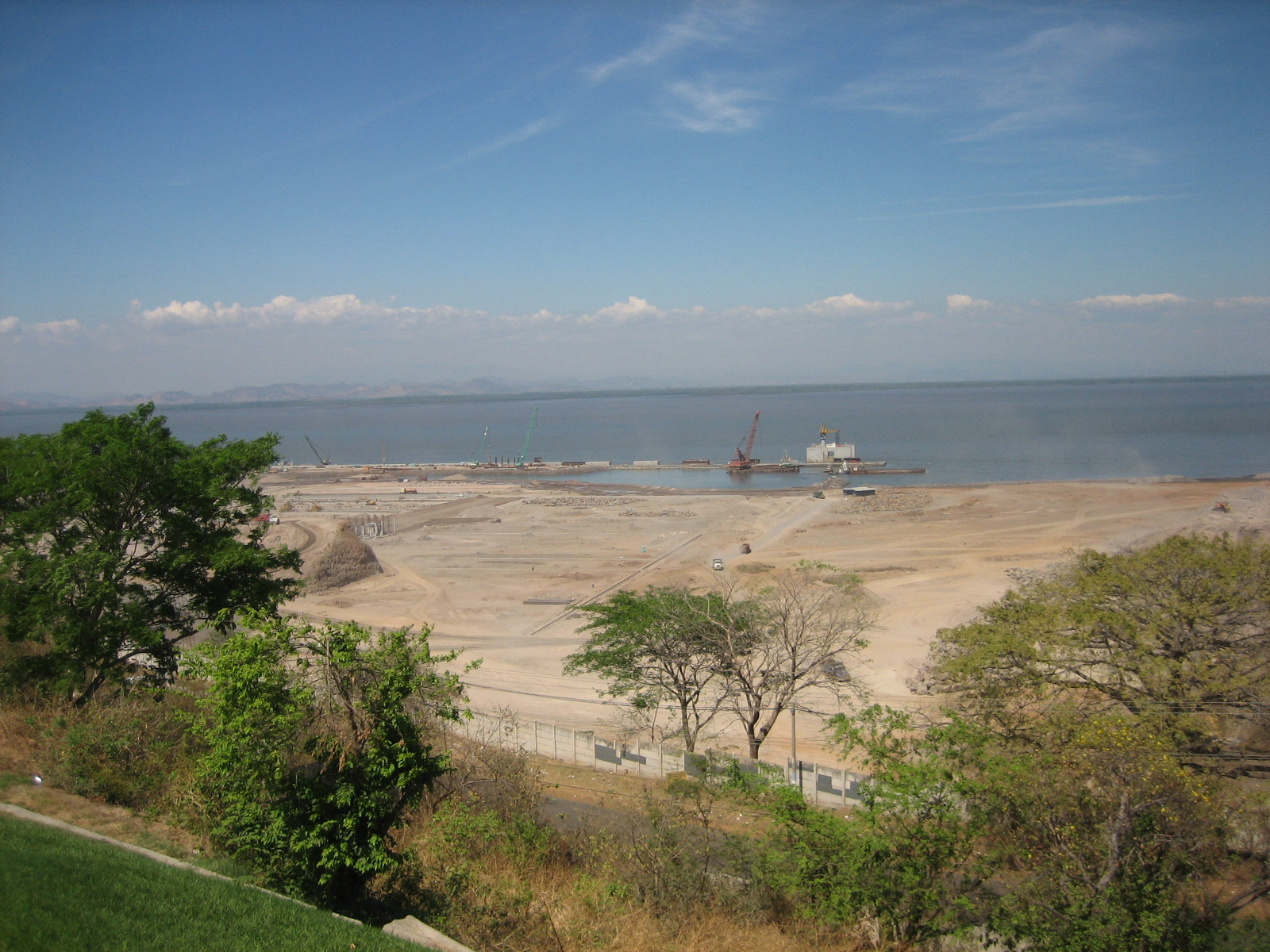
正在修建的新港口

## 历史
1522年，西班牙航海家安德烈斯·尼尼奥发现了丰塞卡湾。18世纪晚期，殖民政府将该地区分类为城镇，并为了纪念1759年至1788在位的西班牙国王卡洛斯三世将该地区命名为圣卡洛斯港。
1854年2月28日，时为城镇的拉乌尼翁被授予城市称号。而随着萨尔瓦多的独立，聖米格爾省建立，但由于该地区过于庞大，后逐渐分离出拉乌尼翁省。